# Antonio Castilla
Antonio Castilla (Pamplona, 1726 - Pamplona, 7 de octubre de 1792), fue un impresor y librero activo en Pamplona entre 1757 y 1792. Durante este tiempo se conocen 37 libros salidos de su taller, que representan el cinco por ciento de la producción en la capital navarra a lo largo del siglo XVIII. Con su muerte desaparecen la imprenta y la librería fundadas en Pamplona en 1687 por Francisco Picart.

## De aprendiz a oficial (1742-1756)
Antonio Castilla, como figura en la mayoría de los pies de imprenta, aunque su nombre en realidad era Juan Antonio Castilla, nació en Pamplona en 1726, era hijo de Antonio Castilla y Fermina Segura, quienes además tuvieron a Diego Fermín y Fermina. 
Con 16 años, en 1742, inicia su aprendizaje, durante seis años, en el taller de Jerónimo Anchuela. Cuando este en 1745 arrienda su imprenta a José Botaya y a Martín José de Rada, les exige mantener en su puesto a Antonio Castilla en calidad de «aprendiz» con un salario de real y medio por jornada trabajada, en tanto que la comida sería por cuenta de Jerónimo de Anchuela.
En 1747 continúa en el taller de Anchuela  aunque, por falta de encargos de su patrón, trabaja con permiso de este durante algún tiempo en la imprenta de Miguel Antonio Domech. En 1753 aparece como «criado» de Martín José de Rada y al año siguiente se tiene noticia de que trabaja con Pascual Ibáñez, ahora ya como impresor. En 1755, con 29 años y el rango de "oficial impresor», está de nuevo al servicio de Martín José de Rada.

## Impresor y librero (1757-1792)
A los 31 años, en 1757, aparece asentado personal y profesionalmente: Se ha casado con una hija del impresor Martín Francisco Picart, María Francisca, diez años mayor que él —ella tiene 41 y él 31—. Con este matrimonio se garantizaba la continuidad de la imprenta y librería de su suegro, cuya salud debía de estar quebrantada ya que falleció a los pocos años. El negocio funcionaba desde hacía  medio siglo en la plaza de Santa Cecilia. Aquí trabajó durante los 34 años que ocuparon su vida profesional. 
En 1758 nace Jerónimo, que lleva el nombre del patrón de su padre. Es bautizado en la parroquia de San Juan Bautista el 27 de marzo: El matrimonio tendrá además una niña. 

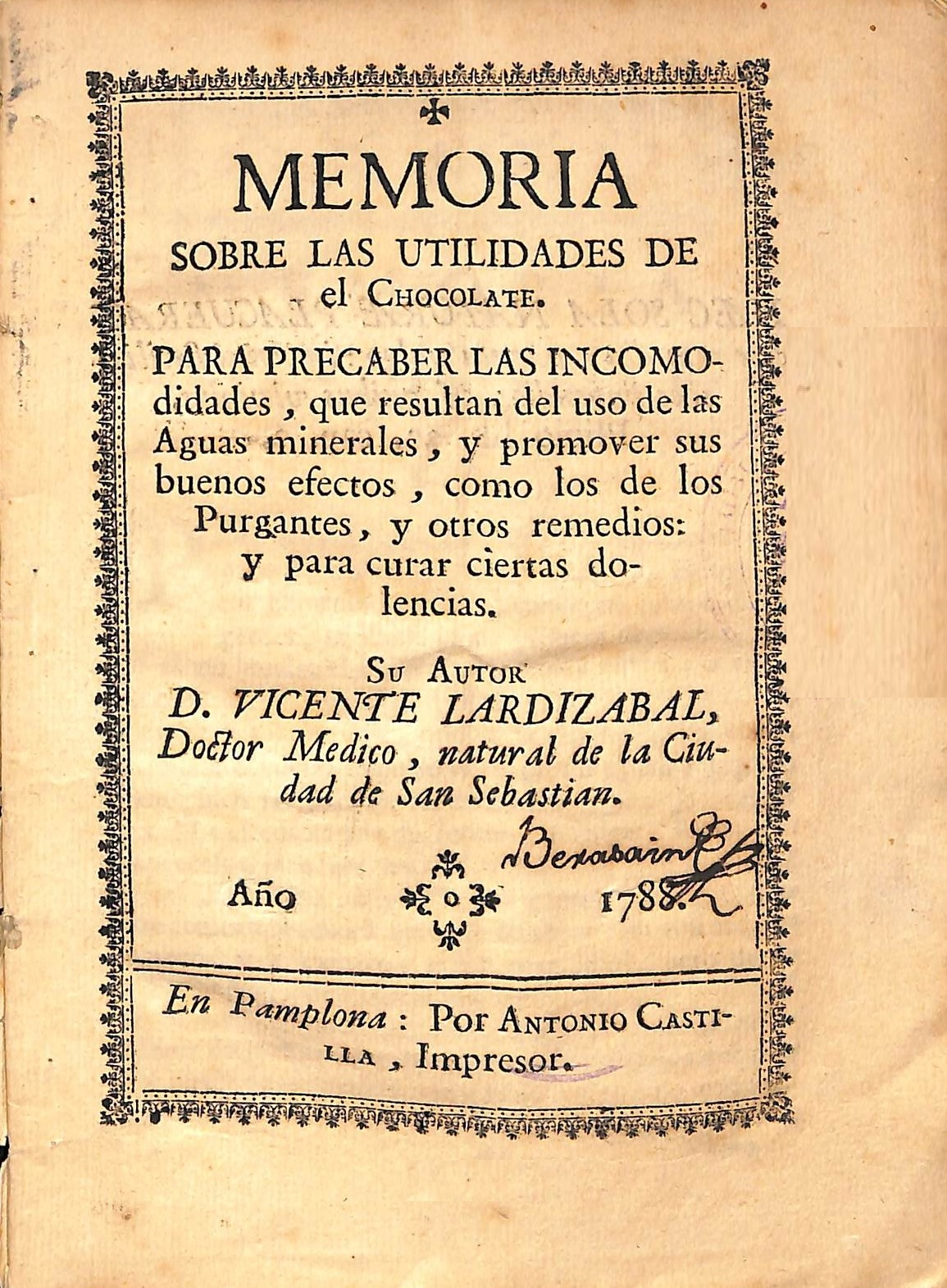
Folleto sobre las virtudes del chocolate. Es su autor Vicente Lardizábal, "doctor médico" vecino de San Sebastián

Su esposa, María Francisca Picart, morirá en 1772, a los 56 años, sin testar, “por no ser necesario”.
Al poco de enviudar, en noviembre de 1773, Juan Antonio Castilla alquila una casa propiedad de María Ana de Zaro, viuda del próspero comerciante Juan Ángel Vidarte. Se encuentra muy cerca de la que ha venido ocupando desde su primer matrimonio, en la plaza de Santa Cecilia, «en lo que sube a la catedral». Es más espaciosa que la anterior: cuenta con planta baja y dos alturas. Acto seguido, subarrienda buena parte de la vivienda a su yerno Antonio Senosiain y a un tal Tomás Areso. El alquiler de la vivienda importa 40 ducados anuales, de los que 24 corren por cuenta de Antonio Senosiain y Tomás Areso, mientras que los 16 restantes corresponden a Juan Antonio Castilla. 
En 1784, cuando lleva 12 años viudo y ronda los 60, despide a la que entonces era su sirvienta María Francisca Lecumberri, quien, sin éxito, le había demando ante el tribunal eclesiástico exigiendo matrimonio, y se casa con María Arrieta, que, al igual que su primera esposa, es diez años mayor que él. Había  estado casada con José de Saracíbar, con el que había tenido tres hijos. La nueva esposa, que no sabe firmar, aporta un patrimonio importante, en el que figuran una casa en la calle pamplonesa de Santoandía, una viña en Artica de seis peonadas, otra en Orcoyen también de seis peonadas y otra en el término del Sadar de doce peonadas; además, una pieza de siete robadas, y otra de cuatro. Como consecuencia de su boda, el yerno de María de Arrieta, el maestro albañil Simón de Larrondo, le reclama la parte de la herencia que corresponde a los tres hijos del primer matrimonio, entre los que figura su esposa. 

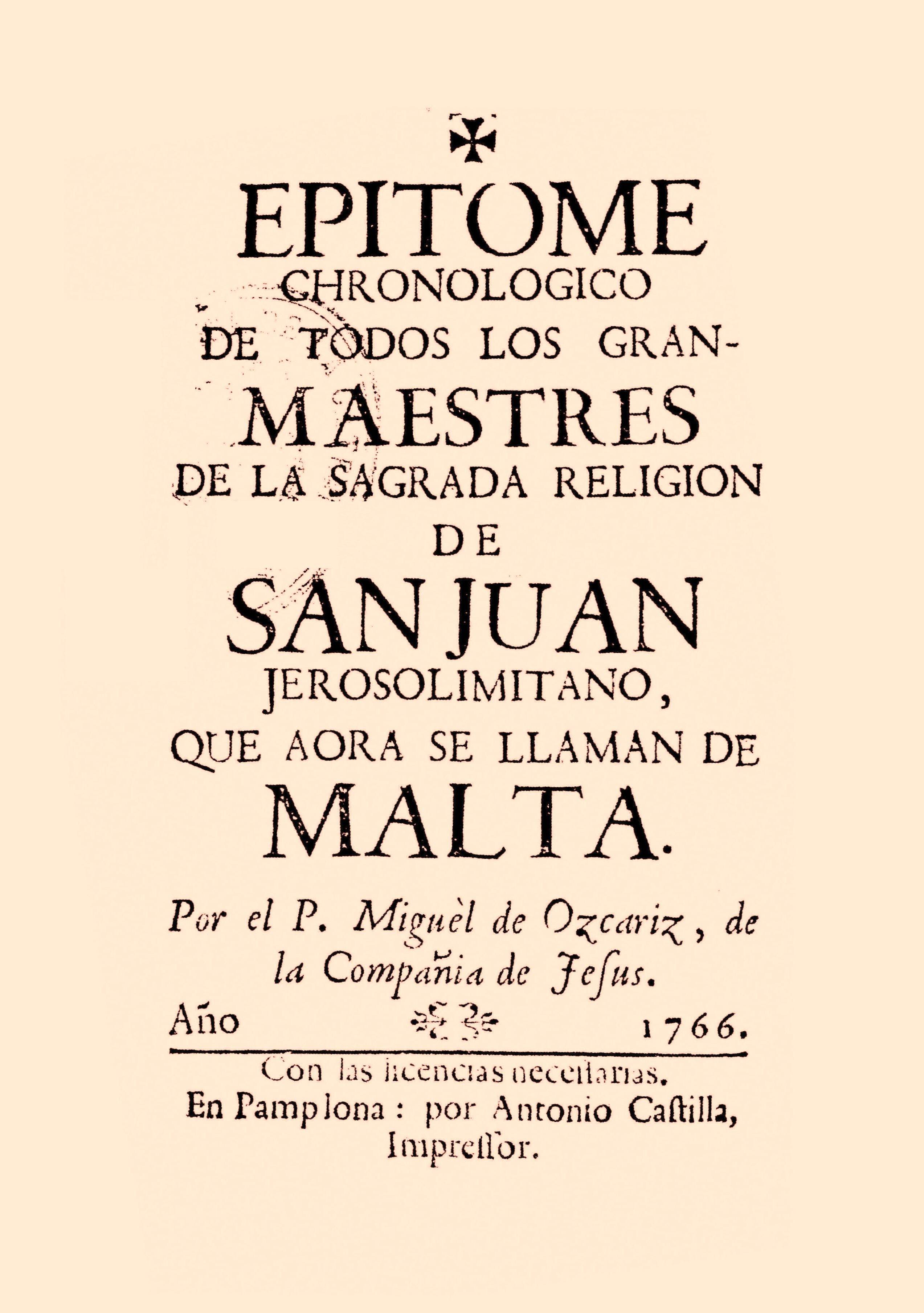
Epítome sobre los maestres de la Orden de Malta publicado por el jesuita Miguel de Ozcáriz en 1766, el año anterior a la expulsión de la Compañía de Jesús

Antonio Castilla y María Arrieta viven en una casa alquilada, en la calle del Carmen del barrio de la Navarrería, propiedad de Juan de Laurendi, por la que pagan en torno a 60 ducados de renta anual, una cantidad importante —la anterior costaba 40 —.
El nuevo matrimonio, los dos de edad madura, resulta conflictivo, hasta el punto de que la esposa solicita la separación por malos tratos y se va a su casa de la calle Santoandía para vivir sola hasta que es obligada, por sentencia del tribunal eclesiástico, a regresar al domicilio conyugal. 
Al poco tiempo, el 7 de octubre de 1792, cuando frisa los 66 años, Juan Antonio Castilla fallece en la calle de la Navarrería, en el barrio en que había transcurrido su vida: “no testó, se enterró en el convento de la Merced” del mismo barrio. 
Con Antonio Castilla desapareció su taller, 85 años después de su creación por Francisco Picart. Fue un pequeño negocio, estable en el tiempo y sin grandes aspiraciones.
De su hijo Jerónimo, que cuando falleció su padre tendría 34 años, no se tiene noticia de si había fallecido o si vivía fuera de Navarra. De cualquier manera, a pesar del cierre de la imprenta de Castilla, la oferta de talleres estaba asegurada, ya que en la capital navarra seguían funcionando cinco: las de Joaquín Domingo, José Longás, Benito Cosculluela, María Ramona Echeverz —la viuda de José Miguel de Ezquerro y Chávarri— y José Francisco de Rada. Cabe pensar que cualquiera de estos talleres se hizo con el utillaje del desaparecido negocio de Antonio Castilla.

## El taller
No se tienen noticias de sus colaboradores y empleados en el taller y la librería. Tan solo se sabe que un tal Acuten, antiguo soldado del Regimiento Guadalajara de Pamplona, trabaja para él. Debió de ser por poco tiempo y su cualificación sería escasa. Sea como fuere, dejó la imprenta para dedicarse a la venta ambulante de libros y papeles.
Sus relaciones con otros impresores son desconocidas. Da la impresión de que Castilla vive centrado en su trabajo, en sus límites modestos, y se mantiene al margen de proyectos más ambiciosos. Esta actitud le evitaría problemas laborales y empresariales y, también, litigios con sus colegas.
En 1777 suscribe con cinco impresores pamploneses —José Miguel Ezquerro, Benito Cosculluela, José Longás, Joaquín Domingo y Martín José de Rada— una solicitud para exención de los trabajadores de artes gráficas del alistamiento en el ejército.

## Producción de libros
La actividad del taller del "maestro impresor" Juan Antonio Castilla se inicia en 1757 y a partir de este año se mantiene durante 34 años, hasta 1791, un año antes de su muerte. Es el impresor con la vida profesional más dilatada entre sus colegas de la capital navarra del siglo XVIII; le sigue Pedro José Ezquerro con 28 años de trabajo.
En este espacio de tiempo se tiene noticia de que imprime 37 libros, lo que representa el cinco por ciento de la producción en Navarra durante el siglo XVIII. 
| Producción de libros de la imprenta de Antonio Castilla (1757-1791) |
| ------------------------------------------------------------------- |
|                                                                     |

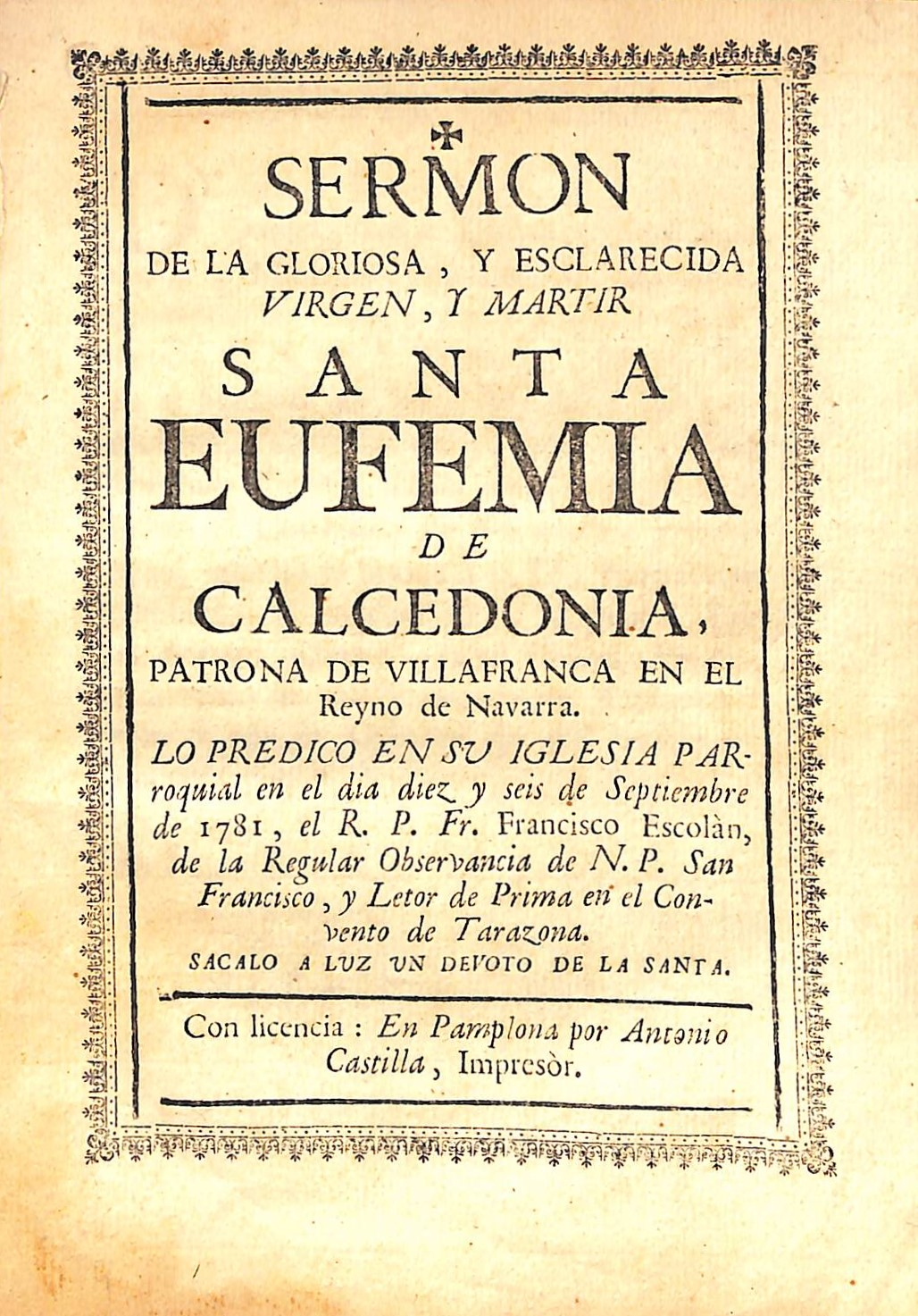
Folleto de 36 páginas en cuarto, dedicado a santa Eufemia, del taller pamplonés de Antonio Castilla, "impresor"

Se advierten dos periodos de inactividad en lo que se refiere a la impresión de libros, el primero va de 1769 a 1778, con la excepción de un libro en 1772; y el segundo de 1781 a 1784. Como es de suponer, el que no se imprimieran libros no significa que la imprenta estuviera cerrada, lo más probable es que se dedicara a pequeños encargos, los habituales en un taller de estas dimensiones. Así, por ejemplo, se tiene noticia de que en 1770 imprimió 800 estampas en tafetán y 500 en papel de un grabado de la Virgen del Camino de la parroquia de San Saturnino de Pamplona, y de que en 1778 sacó a la luz una novena a san Adrián, venerado en Lumbier.
Precisamente en torno a 1784, gracias a la aportación de 986 reales de su segunda esposa, María Arrieta,  compra «letra para la imprenta». A partir de esta fecha, sea por este motivo o por otro, la producción de libros se normaliza, de tal manera que en 1785 salen dos títulos y otros tantos al año siguiente, en 1787 no se conocen libros, y en 1788 volverán a salir dos. La producción continuará hasta la muerte del impresor más atenuada.
Las primeras ediciones y las reediciones aparecen prácticamente equilibradas, lo que representa un aspecto positivo, por innovador, frente a sus colegas de la capital navarra, buena parte de los cuales se ciñe a la publicación de obras ya conocidas, de venta asegurada.
En cuanto a su distribución temática, los libros impresos por Juan Antonio Castilla, en su inmensa mayoría, corresponden a obras religiosas. Llama la atención el significativo volumen de las impresas en vascuence, que viene a constituir el cuarenta por ciento de su producción. Se trata de libros de devoción, como los Ejercicios de san Ignacio, el Catecismo del P. Gaspar Astete, las obras de piedad de los jesuitas guipuzcoanos Agustín de Cardaveraz y Sebastián Mendiburu, así como las del pamplonés Jerónimo Dutari. Estas publicaciones estaban destinadas a las misiones populares que los citados jesuitas daban con enorme éxito en Navarra y las Vascongadas. Eran impresos sencillos, de bajo coste, que alcanzaban tiradas elevadas. Antonio Castilla encontraría aquí una fuente importante de encargos que se agotó súbitamente en 1767 con la expulsión de la Compañía de Jesús.

## Trabajos menores
Junto a la impresión de libros se ha de reseñar la actividad de remendería, de «menudencias», que constituían la mayor parte de los trabajos cotidianos. Cabe citar los encargos menores recibidos del Regimiento: en 1759 imprime el sermón de capuchino Tomás de Burgui, El Salomón católico, pronunciado con motivo de la muerte de Fernando VI; en esta ocasión, por el papel empleado, la impresión y la encuadernación cobró 203 reales. En 1766 recibe un encargo similar: imprimir el sermón predicado en las exequias de la reina Isabel de Farnesio pronunciado por el jesuita Ramón de Aguirre Beroiz, hijo de los condes de Ayanz. En 1781 imprime el sermón dedicado a santa Eufemia patrona de Villafranca, pronunciado en esa localidad por el franciscano residente en Tarazona Francisco Escolán y "sacado a luz" (editado) por un devoto.
Antonio Castilla simultanea el trabajo de impresor con el de librero a lo largo de toda su vida profesional. Por este motivo, tanto en la portada de su primer libro, de 1757 , y como en la del último, fechado en 1791, se anuncia como impresor y librero, tal y como lo hicieron sus predecesores en el negocio Martín Francisco Picart y Francisco Picart.

## Galería de imágenes

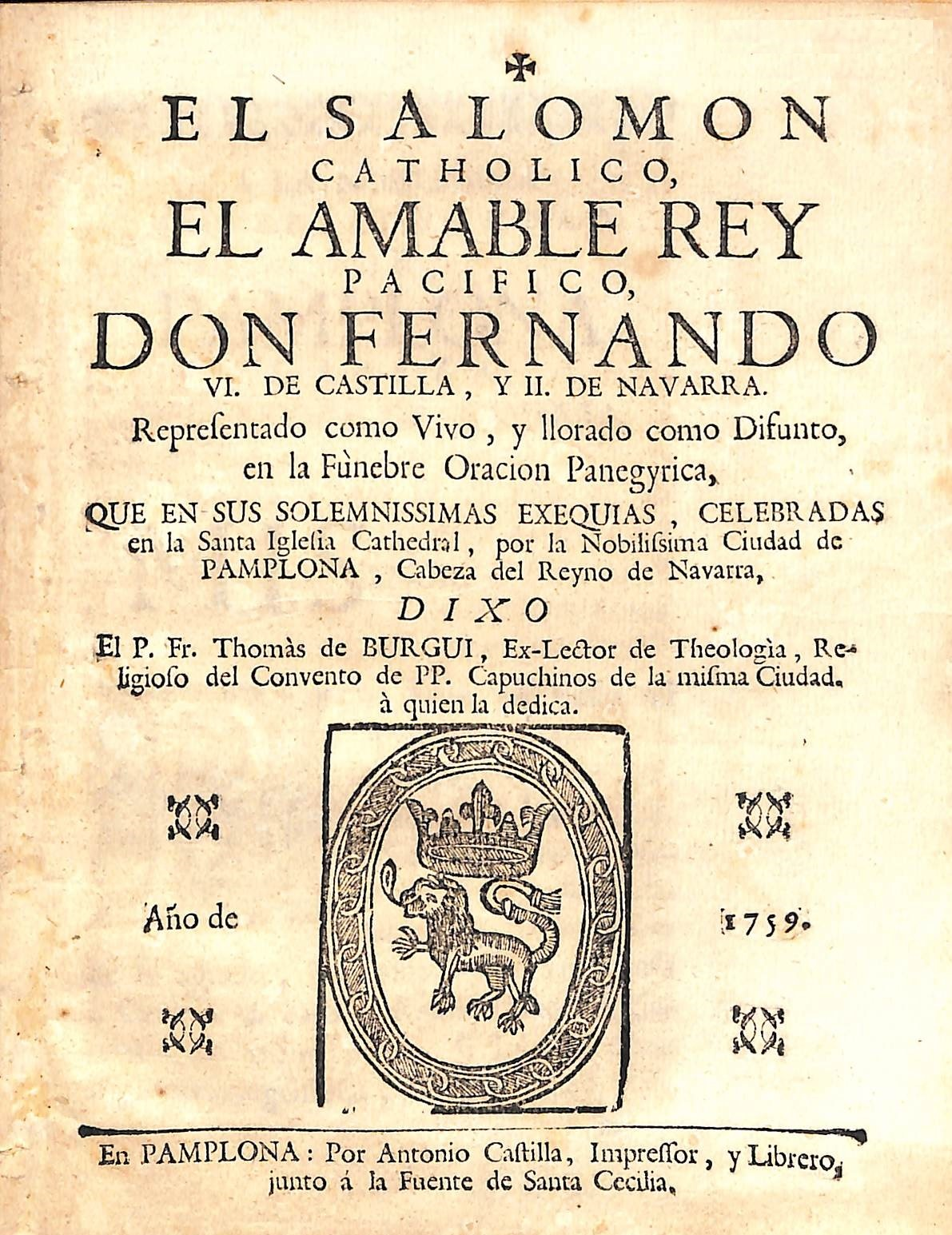
Sermón fúnebre de las exequias de "Don Fernando VI de Castilla y II de Navarra" editado por el Ayuntamiento de Pamplona (1759)
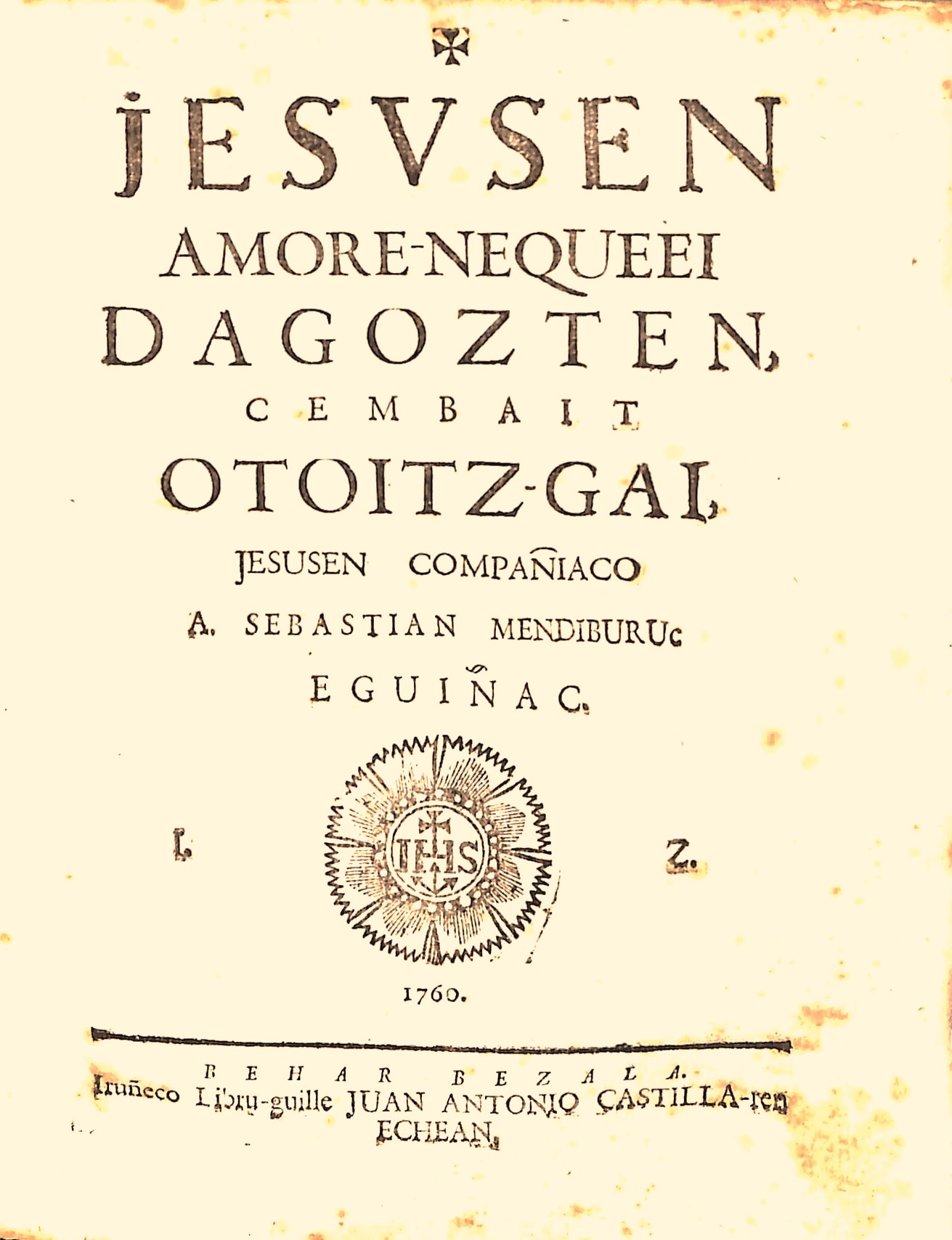
Publicación piadosa en vascuence del jesuita Sebastián Mendiburu (1760)
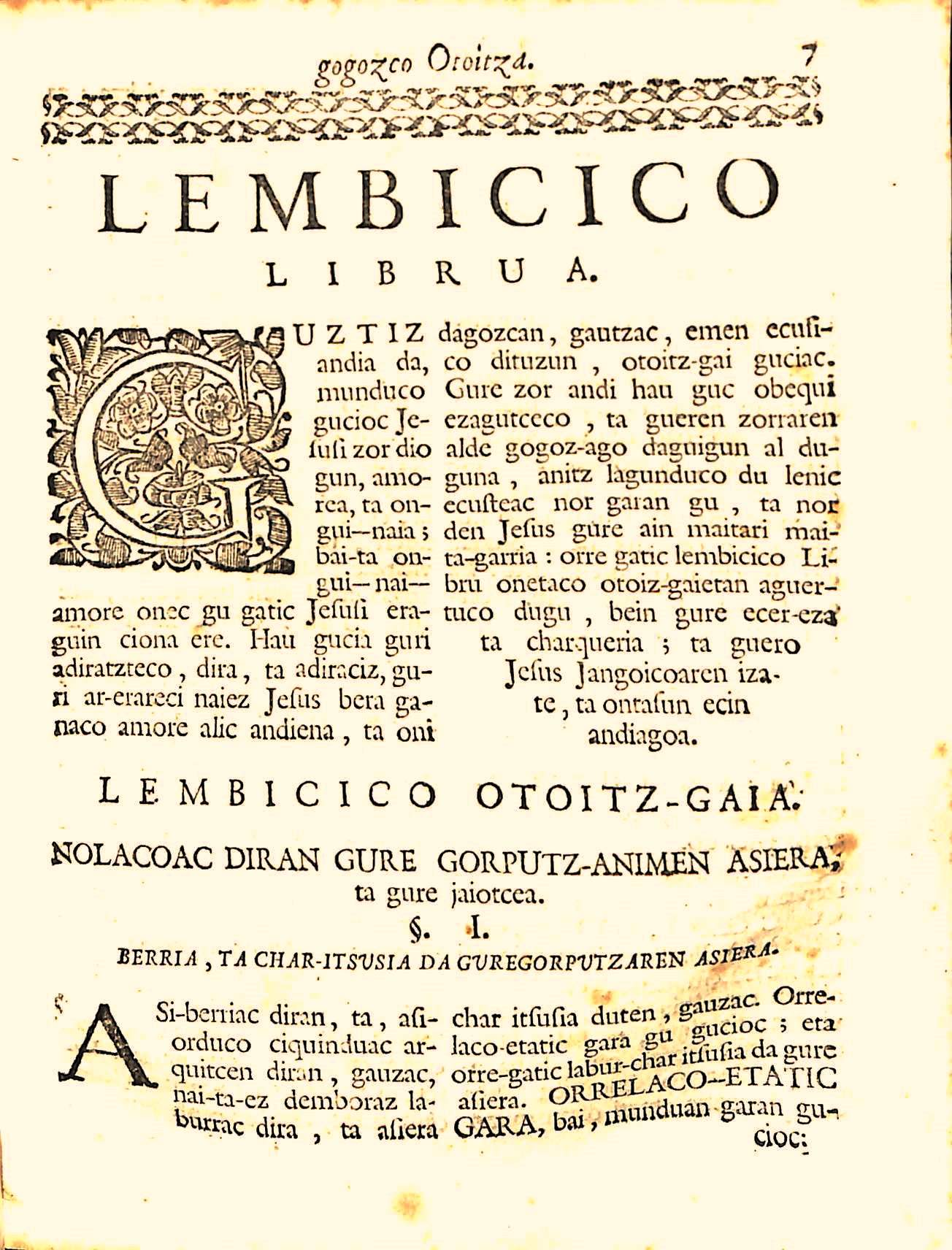
Interior del libro de piedad de Sebastián Mendiburu (1760)
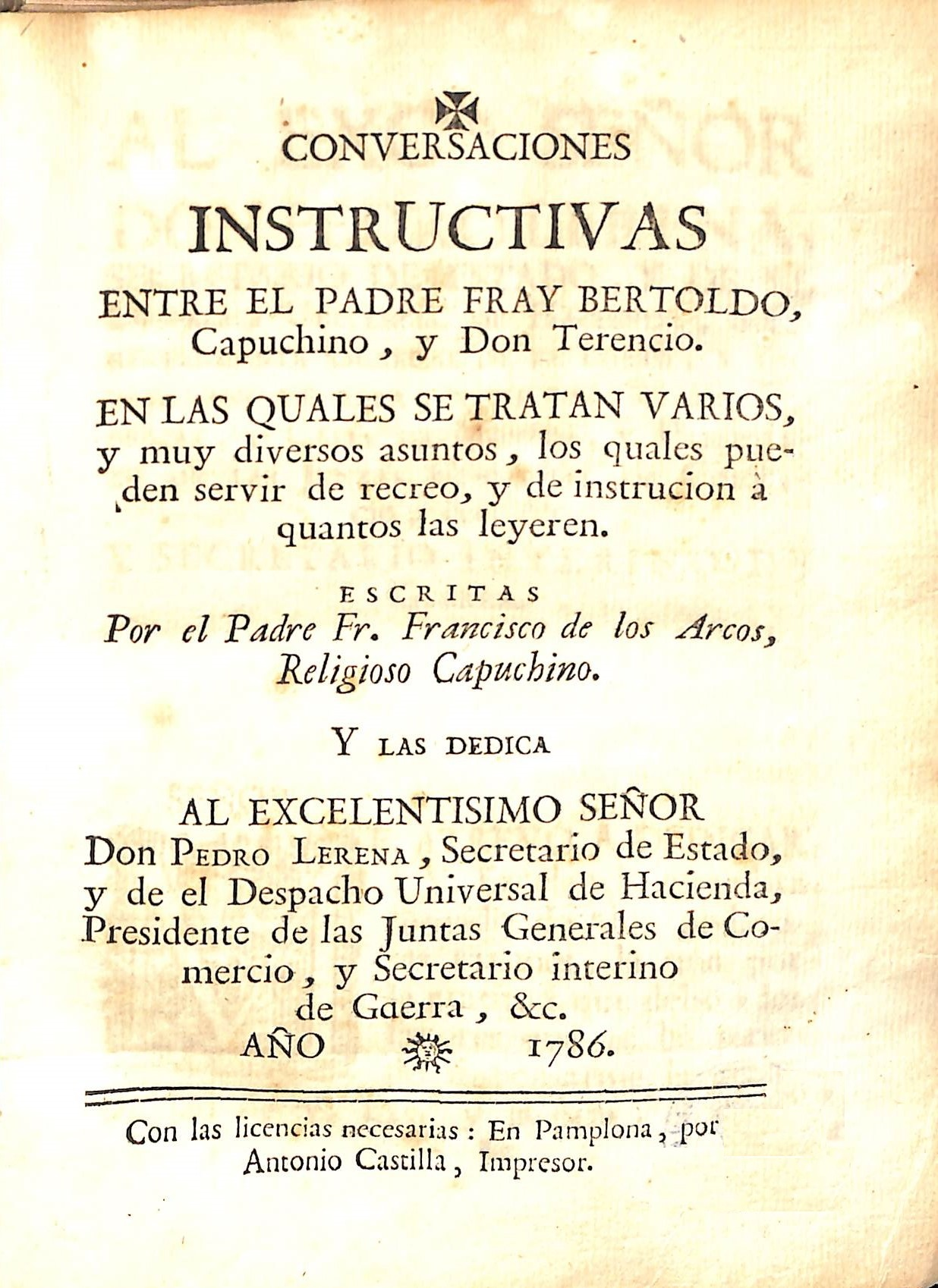
Conversaciones instructivas del capuchino Francisco de los Arcos (1786)
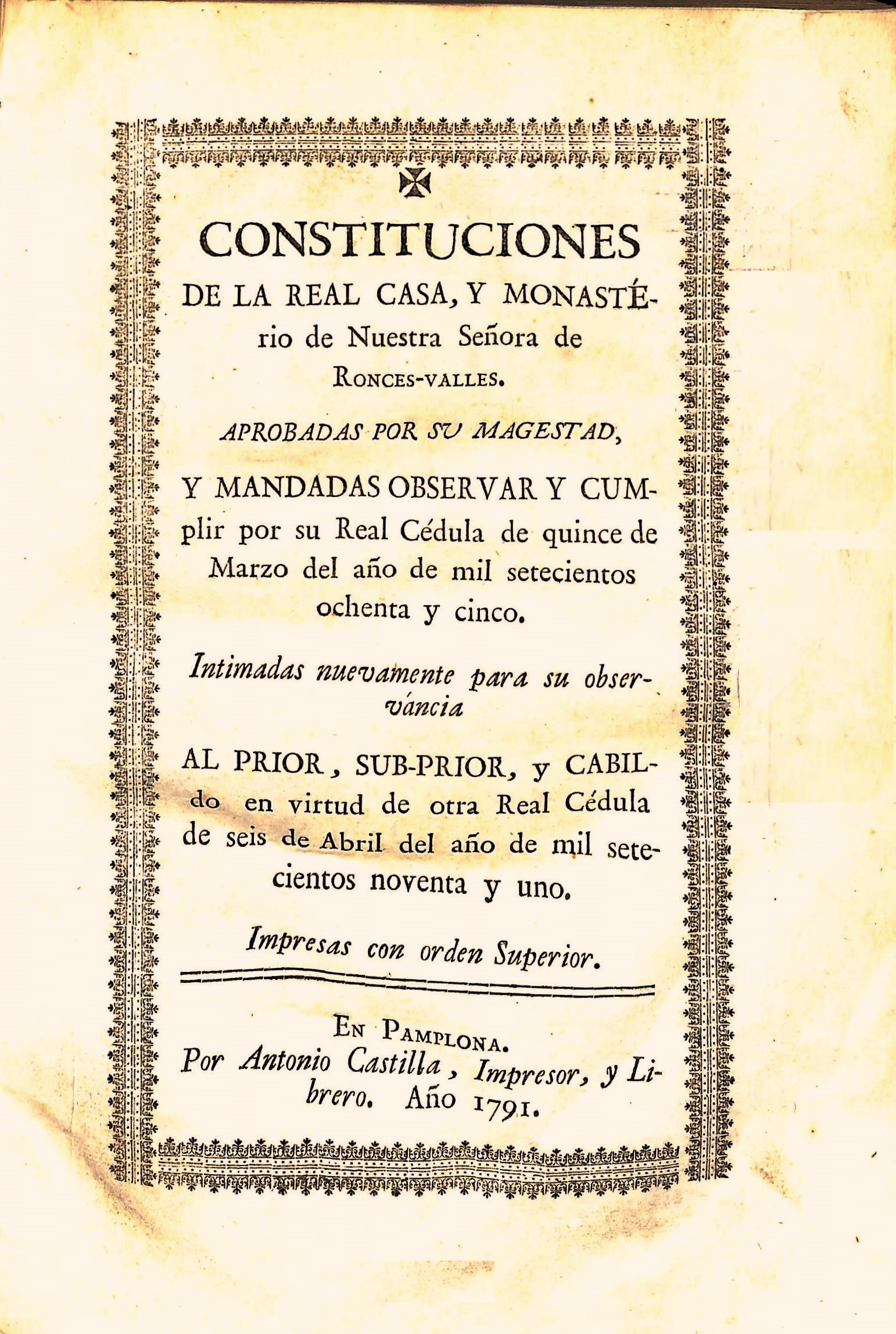
Constituciones de Roncesvalles; por Antonio Castilla, "impresor y librero", impresas el año anterior a su muerte (1791)
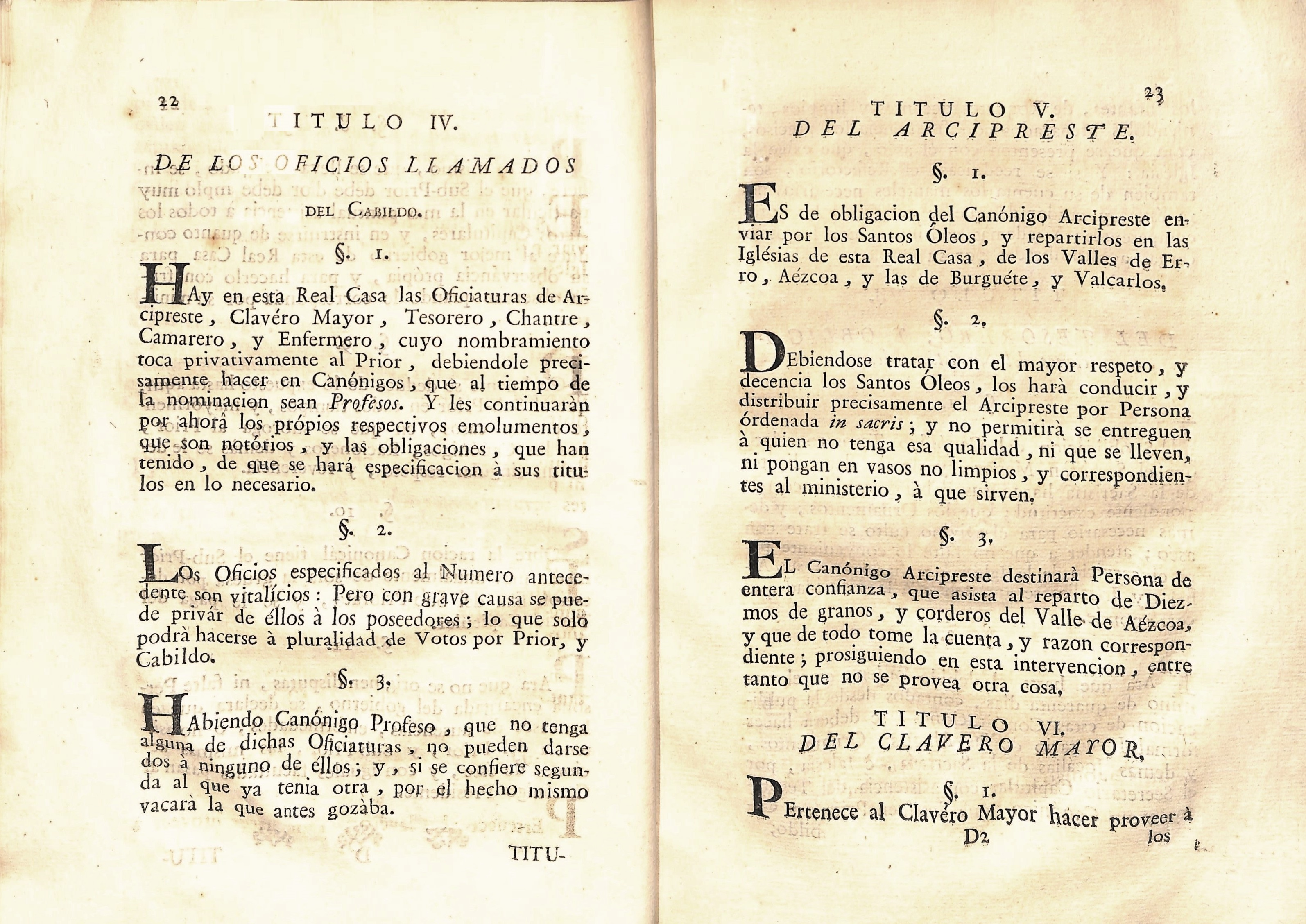
Doble página de las Constituciones de Roncesvalles, compuesta con limpieza tipográfica y buena letrería